# Айрън Бътърфлай
„Айрън Бътърфлай“ (Iron Butterfly) е рок група в Сан Диего, САЩ.
Най-известна е с хита „In-A-Gadda-Da-Vida“ от 1968 г. Нейнното драматично звучене постила пътя на развитието на хевиметъл музиката.
Сформирана е в Сан Диего, щата Калифорния, от музиканти, които преди това са „първи врагове“. Върхът на славата им е в края на 1960-те години, като по-нататък се възражда с обновен състав няколко пъти – с различни участници в групата и с различни равнища на успех. Нямат нови песни след 1975 г.
Най-важният им албум е In-A-Gadda-Da-Vida от 1968 г., който е сред 40-те албума с най-големи продажби, като от него са продадени над 30 милиона броя. Тя е първата група, получила платинена награда от Асоциацията на звукозаписната индустрия в Америка.